# 开世定理
在几何学中，开世定理是欧几里得几何学中的一个定理，可以看做是托勒密定理的一个推广结果。开世定理得名于爱尔兰数学家约翰·开世。

## 叙述

开世定理的背景是圆的内切圆。设有半径为{\displaystyle \,R} 的一个圆{\displaystyle \,O}，圆内又有四个圆{\displaystyle \,O_{1},O_{2},O_{3},O_{4}} 内切于圆{\displaystyle \,O}（如右图）。如果将圆{\displaystyle \,O_{i},O_{j}} 的外公切线的长度设为{\displaystyle \,t_{ij}}，那么开世定理声称，有下列等式成立。
{\displaystyle \,t_{12}\cdot t_{34}+t_{14}\cdot t_{23}=t_{13}\cdot t_{24}}
可以注意到，如果四个内切的圆都退化成点的话，就会变成圆{\displaystyle \,O} 上的四个点，而开世定理中的等式也会化为托勒密定理。

## 证明
设大圆的圆心是点{\displaystyle \,O}；四个圆的圆心分别是点{\displaystyle \,O_{1},O_{2},O_{3},O_{4}}，半径分别是{\displaystyle \,R_{1},R_{2},R_{3},R_{4}}。每个圆与大圆{\displaystyle \,O} 的切点分别是{\displaystyle \,K_{1},K_{2},K_{3},K_{4}}。
首先，根据勾股定理可以推出：对于任意的i 和j，都有
{\displaystyle \,t_{ij}^{2}={\overline {O_{i}O_{j}}}^{2}-(R_{i}-R_{j})^{2}\qquad \qquad \qquad \cdots \,\,(1)}
接下来的思路是将这个公式右边的各个长度用{\displaystyle \,K_{i},K_{j}} 来表示。
考虑三角形{\displaystyle \,O_{i}OO_{j}}，根据三角形的余弦定理：
{\displaystyle {\overline {O_{i}O_{j}}}^{2}={\overline {OO_{i}}}^{2}+{\overline {OO_{j}}}^{2}-2{\overline {OO_{i}}}\cdot {\overline {OO_{j}}}\cdot \cos \angle O_{i}OO_{j}\qquad \qquad \qquad \cdots \,\,(2)}
由于每个圆{\displaystyle \,O_{i}} 都和大圆相切，所以：
{\displaystyle {\overline {OO_{i}}}=R-R_{i},\,\angle O_{i}OO_{j}=\angle K_{i}OK_{j}}
设点{\displaystyle \,C} 为大圆{\displaystyle \,O} 上的任意一点，根据三角形的正弦定理，在三角形{\displaystyle \,K_{i}CK_{j}}之中，有：
{\displaystyle {\overline {K_{i}K_{j}}}=2R\cdot \sin \angle K_{i}CK_{j}=2R\cdot \sin {\frac {\angle K_{i}OK_{j}}{2}}}
所以，余弦式
{\displaystyle \cos \angle K_{i}OK_{j}=1-2\sin ^{2}{\frac {\angle K_{i}OK_{j}}{2}}=1-2\cdot \left({\frac {\overline {K_{i}K_{j}}}{2R}}\right)^{2}=1-{\frac {{\overline {K_{i}K_{j}}}^{2}}{2R^{2}}}}
将以上{\displaystyle {\overline {OO_{i}}}} 与{\displaystyle \cos \angle K_{i}OK_{j}} 代入式子{\displaystyle (2)}中，就可以得到：
{\displaystyle {\overline {O_{i}O_{j}}}^{2}=(R-R_{i})^{2}+(R-R_{j})^{2}-2(R-R_{i})(R-R_{j})\left(1-{\frac {{\overline {K_{i}K_{j}}}^{2}}{2R^{2}}}\right)}
{\displaystyle =(R-R_{i})^{2}+(R-R_{j})^{2}-2(R-R_{i})(R-R_{j})+(R-R_{i})(R-R_{j})\cdot {\frac {{\overline {K_{i}K_{j}}}^{2}}{R^{2}}}}
{\displaystyle =((R-R_{i})-(R-R_{j}))^{2}+(R-R_{i})(R-R_{j})\cdot {\frac {{\overline {K_{i}K_{j}}}^{2}}{R^{2}}}}
{\displaystyle =(R_{i}-R_{j})^{2}+(R-R_{i})(R-R_{j})\cdot {\frac {{\overline {K_{i}K_{j}}}^{2}}{R^{2}}}}
再代入式子{\displaystyle (1)}中，就得到{\displaystyle t_{ij}}的表达式：
{\displaystyle t_{ij}={\sqrt {{\overline {O_{i}O_{j}}}^{2}-(R_{i}-R_{j})^{2}}}={\frac {{\sqrt {R-R_{i}}}\cdot {\sqrt {R-R_{j}}}\cdot {\overline {K_{i}K_{j}}}}{R}}}
以上等式对所有的i 和j 都成立，因此只要注意到四边形 {\displaystyle \,K_{1}K_{2}K_{3}K_{4}} 是圆内接四边形，那么对其应用应用托勒密定理就可以得到开世定理：
{\displaystyle t_{12}t_{34}+t_{14}t_{23}={\frac {1}{R^{2}}}\cdot {\sqrt {R-R_{1}}}{\sqrt {R-R_{2}}}{\sqrt {R-R_{3}}}{\sqrt {R-R_{4}}}\left({\overline {K_{1}K_{2}}}\cdot {\overline {K_{3}K_{4}}}+{\overline {K_{1}K_{4}}}\cdot {\overline {K_{2}K_{3}}}\right)}
{\displaystyle ={\frac {1}{R^{2}}}\cdot {\sqrt {R-R_{1}}}{\sqrt {R-R_{2}}}{\sqrt {R-R_{3}}}{\sqrt {R-R_{4}}}\left({\overline {K_{1}K_{3}}}\cdot {\overline {K_{2}K_{4}}}\right)=t_{13}t_{24}}
证明完毕。

## 推广
可以用类似的方法证明，只要当圆{\displaystyle \,O_{1},O_{2},O_{3},O_{4}} 与大圆{\displaystyle \,O} 相切（不论是外切还是内切），就会有类似开世定理的等式成立。这是需要注明，对任意的i 和j：
如果圆{\displaystyle \,O_{i},O_{j}} 是与大圆{\displaystyle \,O} 以同样的方式相切（都是外切或者都是内切）的话，则{\displaystyle \,t_{ij}}表示两个圆的外公切线的长度；
如果圆{\displaystyle \,O_{i},O_{j}} 是与大圆{\displaystyle \,O} 以不同的方式相切（一个是外切而另一个是内切）的话，则{\displaystyle \,t_{ij}}表示两个圆的内公切线的长度。
另一个特点是：这定理的逆定理也成立。也就是说，如果开世定理的等式成立，那么这些圆必定以规定的方式与大圆相切。

## 应用
在欧几里得几何学中，开世定理可以用来证明多种不同的结论。比如说费尔巴哈定理的一个简洁证明中就用到了它。